# Mădulari
Mădulari est une commune de Roumanie, dans le județ de Vâlcea.